# Trypanidius insularis
Trypanidius insularis är en skalbaggsart som beskrevs av Fisher 1925. Trypanidius insularis ingår i släktet Trypanidius och familjen långhorningar.
Artens utbredningsområde är Kuba. Inga underarter finns listade i Catalogue of Life.